# Harry Amass
Harry John Amass (Londen, 16 maart 2007) is een Engels voetballer die bij voorkeur als linksback speelt. Hij staat onder contract bij Manchester United.

## Clubcarrière
Manchester United haalde Amass in 2023 weg bij Watford. Op 20 september 2024 debuteerde hij in de League Cup tegen Barnsley.